# Ловел, Джон, 6-й барон Ловел
Джон Ловел (англ. John Lovell; приблизительно 1378 — 19 октября 1414) — английский аристократ, 6-й барон Ловел из Тичмарша с 1408 года, сын Джона Ловела, 5-го барона Ловела, и Матильды Холланд, 3-й баронессы Холланд. После смерти отца унаследовал баронский титул и земли в Нортгемптоншире и Оксфордшире с центрами в Тичмарше и Минстер Ловеле соответственно; имел права и на наследство старшей ветви Холландов, но умер раньше матери, так что эти права были реализованы только его сыном. Был женат на Элеоноре ла Зуш, дочери Уильяма ла Зуша, 3-го барона Зуша из Харингуорта, и Элизабет ле Диспенсер. В этом браке родился сын Уильям, ставший 7-м бароном Ловелом, а после смерти бабки — de-jure 4-м бароном Холландом.